# Theodericus Brandes
Theodericus Brandes, auch Dietrich Brandes (* in Lübeck; † 16. August 1500 ebenda) war ein deutscher Jurist und Ratssekretär der Hansestadt Lübeck.

## Leben
Theodericus Brandes, wie er sich selbst schrieb, war Sohn des Lübecker Kaufmanns Hermann Brandes. Er begann sein Studium 1465 an der Universität Rostock. 1469 ist er als Kleriker in Lübeck belegt und immatrikulierte er sich an der Universität Köln zum Studium der Rechtswissenschaften, wo er von 1469 bis zumindest 1475 als Stipendiat der Dwergschen Stiftung nachgewiesen ist. Er promovierte in Köln als Bakkalaureus der Rechte und Magister artium. 1477 wurde er als Nachfolger des zum Rostocker Ratssekretär bestellten Johann Nigemann Sekretär des Hansekontors in Bergen auf der Bryggen. Er vertrat die Bergenfahrer im August/September 1478 gemeinsam mit dem Ältermann der Lübecker Bergenfahrer Brand Hogefeld bei König Christian I. von Dänemark in Kopenhagen in Sachen des Bergenhandels und der Privilegien in Dänemark und Norwegen. 1480 berief ihn der Lübecker Rat zum Ratssekretär in Lübeck. Diese Stelle trat er 1481 an und behielt sie bis zu seinem Tode bei. Brandes war in Lübeck auch als Chronist tätig.